# Lycée français de Tachkent
Lycée française de Tachkent (en ouzbek : Toshkentdagi Fransuz litseyi) est un lycée français international situé à Mirzo-Ulugbek (Tachkent) en Ouzbékistan, allant de la maternelle jusqu'au secondaire. Des parents français ont ouvert ce lycée en 1997. L'Agence pour l'enseignement français à l'étranger (AEFE) a homologué l'école primaire en 2001.
Les élèves passent le diplôme national du brevet et le baccalauréat en se déplaçant à Dubaï  Lycée français international Georges Pompidou pour les épreuves.
En 2023, l'école regroupe 182 élèves.